# جاك وولف (ممثل)
جاك توماس ديفيز (بالإنجليزية: Jack Thomas Davies)‏، من مواليد 17 ديسمبر 1995 في غرب يوركشير، المعروف باسم جاك وولف (بالإنجليزية: Jack Wolfe)‏، هو ممثل بريطاني. بدأ حياته المهنية في المسرح. عُرف على الشاشة بأدواره في فيلم الناي السحري (2022) والموسم الثاني من سلسلة نتفليكس ظل وعظم (2023).
وولف مثلي الجنس علانية.

## روابط خارجية
- جاك وولف على موقع IMDb (الإنجليزية)
- جاك وولف على موقع روتن توميتوز (الإنجليزية)
- جاك وولف على موقع ألو سيني (الفرنسية)
- جاك وولف على موقع قاعدة بيانات الفيلم (الإنجليزية)
- جاك وولف على موقع كينوبويسك (الروسية)